# Баталов Валерій Гаязович
Вале́рій Гая́зович Бата́лов (27 червня 1946 — 15 травня 2011)  — народний депутат України 1-го скликання.

## Життєпис
Народився 27 червня 1946 року в селі Крупець Славутський район Хмельницька область, УРСР, в сім'ї селян. Українець, освіта вища, журналіст, закінчив Львівський державний університет, Вищу партійну школу при ЦК КПУ.
- 1962 — стрілочник, старший стрілочник станції «Пост 8км» міста Славута.
- 1965 — служба в Радянській Армії.
- 1968 — старший стрілочник станції «Пост 8км» міста Славута.
- 1969 — старший літпрацівник, зав. відділом сільського господарства Острозької районної газети.
- 1975 — інструктор оргвідділу Острозької РК КПУ.
- 1975 — редактор Острозької районної газети «Зоря комунізму», згодом громадсько-політичної газети «Життя і слово».
- Член КПРС 1970—1991, член бюро Острозького РК КПУ; депутат районної Ради; голова обласного відділення Українського фонду культури; член Спілки журналістів СРСР.

Висунутий кандидатом у Народні депутати України трудовим колективом Здолбунівського локомотивного депо, Здолбунівського ремонтно-механічного заводу, Острозького плодоконсервного заводу, Острозького СПТУ № 28.
4 березня 1990 року обраний народним депутатом України, 1-й тур 69.67 % голосів, 9 претендентів.
- Рівненська область
- Здолбунівський виборчий округ № 338
- Дата прийняття депутатських повноважень: 15 травня 1990 року.
- Дата припинення депутатських повноважень: 10 травня 1994 року[2].

Входив до Народної Ради, фракції Конгресу Національно-демократичних сил.
- Член Комісії ВР України у питаннях екології та раціонального природокористування.
- Лютий 1993 — травень 1994 — на постійній роботі у Верховній Раді України.
- Травень — жовтень 1995 — заступник начальника Державного управління з екології Хмельницькій області.
- Жовтень 1995 — квітень 1998 — головний спеціаліст Об'єднання заповідних територій «Рівнеліс».
- Квітень 1998 — квітень 2002 — Острозький міський голова.
- 1986 року йому присуджено обласну літературну премію імені Валер'яна Поліщука.

Одружений, мав двох дітей.
Помер 15 травня 2011 року.